# BoxRec
BoxRec o boxrec.com es un sitio web dedicado a mantener actualizados los récords de boxeadores profesionales. También mantiene un mediawiki como una enciclopedia sobre boxeo: BoxRec Wiki.
El objetivo de esta página es documentar todo sobre el boxeo profesional y encuentros boxísticos regidos por las reglas Queensberry actualizadas. BoxRec publica rankings de todos los boxeadores activos e inactivos que han existido. Desde 2012 la página alberga la Historia de los Campeonatos Mundiales de Boxeo de Barry Hugman.

## Fundación
Fue fundado por John Sheppard, un hombre de Yorkshire y exanalista de sistemas para la "National Coal Board". Sheppard nunca había asistido a un encuentro boxístico hasta 1995, cuando fue a una pelea de "Prince" Naseem Hamed, en la que estaban los hermanos mayores de Hamed, Riath y Nabeel. Sheppard consideraba al boxeo como un espectáculo "bárbaro y degradante", dijo "Me senté a ver a dos personas golpearse una a la otra en la cabeza, maravillado porqué lo que estaban haciendo eso.....sangre salpicando, siendo cada vez más y más miserables." Sin embargo, Sheppard más tarde explicó, "Durante la pelea de Naseem, vi algo distinto: La sutileza de lo que estaban haciendo, la genialidad de todo eso, obviamente cambié de opinión. Este espectáculo ya no me disgustó más. Fue un arte, y busqué en mi mismo elogios."
Luego del encuentro de Hamed que en ese tiempo tenía como promotor a Frank Warren, Sheppard iría a trabajar con Hamed en "Prince Promotions" en 2000. Sheppard luego empezaría a compilar los récords de los boxeadores británicos activos en un intento de ayudar a tener los registros de las peleas de los boxeadores, luego se decidiría a crear un sitio web en el cual se pudiese almacenar los récords de todos los boxeadores. La página ha ido creciendo desde que en 2005 Sheppard empezaría a trabaja a tiempo completo en ella. Como en diciembre de 2008, en un día típico la página recibía a 50,000 visitantes, los cuales podían ver 700,000 página con los datos de 1,300,000 encuentros boxísticos albergados en su base de datos en los cuales hay información de más de 17,000 boxeadores activos y de más de 345,000 peleadores inactivos.

## Organización
La página viene siendo actualizada por editores voluntarios de muchos países alrededor del mundo. Cada editor está asignado a un país o a una determinada región del país en algunos casos, y su tarea es mantener actualizado los datos de los boxeadores de aquel determinado lugar. BoxRec también tiene organizados a los boxeadores por división, usando un sistema computarizado de puntos-base.

## Críticas

### Récords inexactos
BoxRec ha sido criticado por no tener los récords correctos de algunos boxeadores, especialmente de los de hace varios años. En 2005, BoxRec fue reconocido oficialmente por la Asociación de Comisiones de Boxeo (ABC) como la página web que contenía los récords de los boxeadores. La ABC (Asociación de Comisiones de Boxeo) se entrevistó con Fight Fax y BoxRec en una convención de 2005. Cada cuál recibió una notificación y presentación del panel de la ABC el cual incluyó a comisionados estatales y abogados. El panel luego votaría unánimemente por otorgar un premio en favor de la posición de Fight Fax. El ABC reveló más tarde que habían realizado pruebas para medir la exactitud de los registros de los sitios web y los registros de Fight Fax demostraron ser fiables al 100%, sin embargo los registros de BoxRec "eran sustancialmente inferiores".
El promotor de boxeo J. Russell Peltz declararía "Muy pocas cosas en la vida son al cien por ciento. Pero me he encontrado con errores importantes en BoxRec, sobre todo en los récords históricos." Dan Rafael de ESPN diría "muchas personas confían en BoxRec, no obstante los récords que alberga no siempre son exactos. El récord de Ricardo Mayorga había estado mal registrado por años. Hay otro error con el de Derrick Gainer también."

## Elogios
Cuando se le preguntó sobre la importancia de BoxRec, el promotor de boxeo Lou DiBella dijo que "el que esté interesado en boxeo y diga que no usa BoxRec, o es un completo imbécil o es un mentiroso"; Bruce Trampler, cazatalentos de Top Rank, diría "actualmente en boxeo, ellos tienen los mejores recursos e información que se pueda buscar."
El periodista de boxeo Thomas Hauser también le preguntaría al presidente de la Comisión Atlética de Nueva York, Ron Scott Stevens, qué pensaba sobre la página, Stevens contestaría "Fight Fax es el encargado de tener el registro de récords para la comisión atlética en los Estados Unidos. Pero BoxRec hace más que complementar a Fight Fax. En muchos aspectos, éste es superior a Fight Fax."
David Haye, cuando comentaba sobre su primera derrota como profesional, diría: 

Me encantaría vengarme de Carl Thompson, se que improvisando y haciendo los ajustes necesarios; pero aún hecho un vistazo a mi récords en BoxRec y veo esa mancha roja, que es la derrota que realmente resalta en mi.